# Fratellanza ariana

Uno dei simboli utilizzati dai membri della Fratellanza ariana

La Fratellanza ariana (conosciuta anche come AB, acronimo di Aryan Brotherhood) è una gang neonazista carceraria statunitense che conta all'incirca 14.000 membri tra detenuti e non, sia uomini che donne dell'area di estrema destra. 
Secondo l'FBI, sebbene il gruppo rappresenti meno dello 0,1% della popolazione carceraria, è responsabile di oltre il 30% degli omicidi che avvengono nelle prigioni statunitensi.

## Organizzazione
Ogni gruppo facente parte della Fratellanza ariana è guidato da una commissione di tre persone, che controllano le attività della gang (anche se alcuni aspetti variano da prigione a prigione).
Solitamente, per diventare membri della Fratellanza ariana si devono soddisfare due condizioni: l'essere bianchi e la prova di entrata. Questa consiste nel sistema "blood in, blood out" (sangue per entrare, sangue per uscire): il candidato deve uccidere un altro detenuto possibilmente afroamericano o ispanico per poter far parte della gang (sangue per entrare) e non ne può uscire, pena la morte (sangue per uscire).
Come la maggior parte della gang carcerarie, i membri dell'AB portano tatuati simboli di appartenenza: le iniziali AB, svastiche, ragnatele, il trifoglio, le rune armane delle SS ed altri simboli nazionalsocialisti.
Organizzata come un gruppo di supremazia bianca, le attività economiche della gang sono varie: droga, estorsione, omicidi su commissione.

## Storia

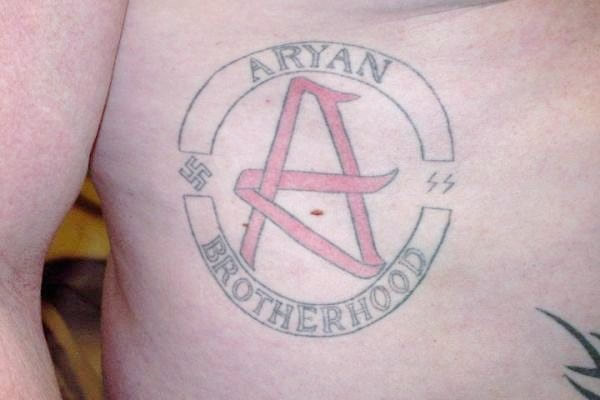
Tatuaggio di un membro

Si ritiene che la nascita della Fratellanza ariana sia avvenuta nel 1964 nel carcere di San Quintino per garantire la supremazia bianca all'interno delle carceri statunitensi, fino a quel momento le principali gang carcerarie erano l'afroamericana Black Guerilla Family e la latinoamericana Mexican Mafia. Durante gli anni, la gang si è divisa in due parti, una operante all'interno del sistema penitenziario e l'altra all'esterno. Nel 2005 e nel 2006 sono state portate a compimento diverse operazioni di polizia che hanno condotto all'arresto di molti membri dell'organizzazione.
All'inizio del 2013 la Fratellanza Ariana assassinò tre pubblici ufficiali e la moglie di uno di essi: Mark Hesse, procuratore distrettuale di Kaufman, in Texas, il suo superiore Mike McLelland, la consorte di quest'ultimo, Cinthya e Tom Clements, direttore responsabile delle prigioni del Colorado. L'FBI ritiene gli omicidi una vendetta per l'arresto di quattro capi dell'organizzazione ed è stata definita "una dichiarazione di guerra allo stato". Dopo quasi sessant'anni dalla sua nascita la gang è divenuta ufficialmente parte della criminalità organizzata e dei gruppi di terrorismo domestico americani. Stando ad una inchiesta del Washington Post la Fratellanza ariana conta 4000 detenuti mentre fuori dalle carceri gli aderenti ufficiali sarebbero altri 10.000.

## Rapporti con gang
La Fratellanza ariana ha una forte alleanza con la mafia messicana (la Eme) sin dai primi anni '70; inoltre, è in contatto con molte gang di motociclisti ed altri gruppi di suprematisti bianchi, come i Public Enemy No.1 e i Nazi Lowriders, Aryan Nations e Ku Klux Klan, nonché con la famiglia mafiosa italoamericana dei Gambino. 
A causa dell'alleanza con la mafia messicana, la Fratellanza ariana è nemica delle altre mafie ispaniche, ovvero la Nuestra Familia e la Mara Salvatrucha; si deve inoltre aggiungere l'ostilità verso tutte le gang composte da non-bianchi, come la Black Guerilla Family, i Crips, i Bloods e la Black P. Stones.
Nei primi anni settanta, la Fratellanza ariana ebbe dei collegamenti con Charles Manson e la sua setta di seguaci denominata Manson Family. Svariati membri della Family erano in prigione all'epoca e cercarono di unire le proprie forze alla Fratellanza. Tuttavia, i rapporti tra i due gruppi durarono poco, poiché la Fratellanza ariana considerava Manson "troppo di sinistra"; inoltre, alcuni membri si sentirono offesi dal brutale omicidio, da parte del gruppo di Manson, dell'attrice Sharon Tate all'ottavo mese di gravidanza.

## Film, serie TV, videogiochi e fumetti
- Raines (2007)
- Miami Vice (2006)
- Prison Break (2005-2009) - serie televisiva
- Hard Time (2004-2006) - fumetto
- The Suffering (2004) - videogioco
- The Butterfly Effect (2004)
- Lockdown - Dietro le sbarre (2000)
- American History X (1998)
- Oz (1997-2003) - serie televisiva
- Dead Man Walking - Condannato a morte (1995)
- Higher Learning (1995)
- Patto di sangue (1993)
- American Me (1992)
- South Central (1992)
- An Innocent Man (1989)
- Death Race (2008)
- Felon (2008)
- Vizio di forma (2015)
- Criminal Minds (Season 4 Ep. 2 - The Angel Maker) - serie televisiva
- NCIS: Los Angeles serie tv (2008-2023) - serie televisiva
- La fratellanza (2017)
- Breaking Bad (2008-2013) - serie televisiva
- Sons of Anarchy (2008-2014) - serie televisiva
- Lethal Weapon (2016) -  serie televisiva